# زيلاير
زيلير (بالروسية: Зилаир) هي مدينة في جمهورية باشكورتوستان في روسيا.
يبلغ عدد سكانها حوالي 5786 نسمة.